# Оздилек, Мехмет
Мехмет Оздилек (тур. Mehmet Özdilek; род. 1 апреля 1966, Самсун) — турецкий футболист и футбольный тренер. Его прозвали Шифо за схожий стиль игры с бельгийским футболистом Энцо Шифо.
Оздилек провёл большую часть своей профессиональной карьеры в «Бешикташе», защищал цвета команды в течение 13 лет и считается одним из лучших игроков в истории стамбульской команды. Оздилек является одним из лучших бомбардиров в истории турецкого футбола, несмотря на то, что играл в основном в полузащите. За свою карьеру в «Бешикташе» ему удалось забить 130 голов, что является рекордом Турции среди полузащитников.
В 1991 году он выиграл награду Футболист года в Турции. Четыре раза становился чемпионом Турции. Он был капитаном «Бешикташа» в течение четырёх лет. Оздилек никогда не получал красных карточек в официальных матчах в своей карьере.

## Карьера игрока

### Клубная карьера

#### Начало карьеры
Оздилек родился в Самсуне и начал играть на любительском уровне в команде «Самсун Ладикспор».
В возрасте всего 16 лет его заметил «Кахраманмарашспор», команда недавно вышла во второй дивизион. Оздилек сумел закрепиться в своей новой команде и стал игроком стартового состава, в то время как результаты «Кахраманмарашспора» в лиге улучшались с каждым сезоном. В сезоне 1986/87 Оздилек стал лучшим бомбардиром лиги с 29 голами, в то время как его команда едва не завоевала повышение в классе. Следующий сезон оказался для «Кахраманмарашспора» ещё более успешным. Благодаря вкладу Оздилека команда заняла первое место в лиге и впервые в своей истории вышла в высший дивизион. Его неизменно высокие показатели не остались незамеченными, и в конце сезона 1987/88 он перешёл в «Бешикташ», где провёл всю оставшуюся карьеру.

#### «Бешикташ»
В первый год Оздилека в команде «Бешикташ» выиграл Кубок Турции и занял второе место в лиге. Следующие годы оказались ещё более успешными для команды. Под руководством Гордона Милна молодая команда «Бешикташа» начала доминировать в турецком футболе. В сезоне 1988/89 «Бешикташ» оформил «золотой дубль», выиграв и лигу, и Кубок Турции, а также побил рекорд самой результативной игры в истории Турции, обыграв «Адана Демирспор» со счётом 10:0. Оздилек внёс свой вклад в успешный сезон, забив гол в финале Кубка в ворота «Трабзонспора». В следующем году «Бешикташ» снова стал чемпионом. Команда проиграла только один матч за всю кампанию, но клубу удалось ещё улучшить результат в следующем сезоне. В сезоне 1991/92 «Бешикташ» стал чемпионом без поражений, а Оздилек забил 12 голов. Эта рекордная серия закончилась в следующем сезоне, когда «Бешикташ» уступил чемпионство «Галатасараю». Сезон 1992/93 для «Бешикташа» закончился разочарованием, команда не только проиграла в финале Кубка Турции «Галатасараю», но и проиграла чемпионат по разнице мячей. Оздилек забил 13 голов в сезоне.
Сезон 1993/94 не был успешным. Впервые за восемь лет «Бешикташ» закончил чемпионат без медалей, а Оздилек не отличался результативностью, по сравнению с предыдущими сезонами, он забил восемь голов. Тем не менее команда выиграла Кубок Турции. В следующем году на смену Милну пришёл Кристоф Даум, который помог команде снова выиграть чемпионат. Это был четвёртый чемпионский титул Оздилека с «Бешикташем», он внёс свой вклад, забив восемь голов. В сезоне 1995/96 Оздилек снова был в хорошей форме, забив 11 голов, а «Бешикташ» финишировал на третьем месте. Мехмет продолжал много забивать в следующем сезоне и отметился 11 голами в лиге, в то время как «Бешикташ» поднялся по сравнению с прошлым сезоном и финишировал в лиге на втором месте после «Галатасарая». Следующий сезон оказался худшим для «Бешикташа» с 1980 года. Команда закончила чемпионат на шестом месте, тем не менее выиграла Кубок Турции. Мехмет забил 16 голов в лиге, став третьим в рейтинге бомбардиров и самым результативным игроком полузащиты. Он также забил в финале Кубка в ворота «Галатасарая». Это был четвёртый Кубок Оздилека с «Бешикташем».
В сезоне 1998/99 «Бешикташ» был близок к тому, чтобы вновь оформить «золотой дубль», но ему помешал «Галатасарай». «Чёрные орлы» проиграли лигу с разницей лишь в одно очко. В том сезоне Оздилек забил 13 голов. В следующем году ситуация повторилась. «Галатасарай» выиграл лигу, на четыре очка опередив «Бешикташ», в то время как Мехмет забил 11 голов на турнире. Следующий сезон стал 13-м и последним для Оздилека в «Бешикташе». 4 августа 2001 года «Бешикташ» организовал прощальный матч для Мехмета Оздилека с «Миланом». Доходы от матча были перечислены Фонду волонтёров образования Турции. Имея 130 голов в активе, Мехмет является вторым лучшим бомбардиром в истории «Бешикташа» после Фейяза Учара.

### Национальная сборная
За свою игровую карьеру он провёл 31 матч за сборную Турции с 1990 по 1997 год. Он принял участие в квалификации на чемпионат Европы 1992 года и чемпионаты мира 1994 и 1998 годов.

## Тренерская карьера

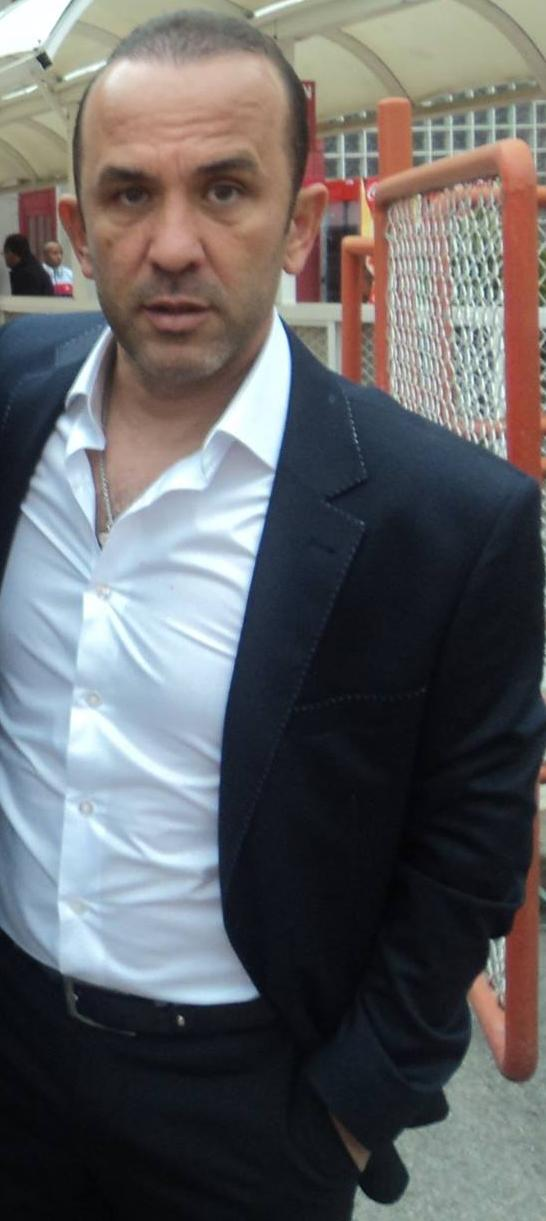
Оздилек в «Генчлербирлиги» (21 марта 2014)

После ухода из спорта Оздилек прошёл годичную стажировку в Англии у сэра Алекса Фергюсона и Бобби Робсона. После двух коротких периодов работы в «Малатьяспоре» и «Сарыере» Оздилек принял предложение Фатиха Терима стать его помощником в сборной Турции. Он покинул свой пост 24 ноября 2005 года. Причиной этого стало то, что неделей ранее Оздилек участвовал в беспорядках на футбольном матче Турция — Швейцария. На видеозаписи было зафиксировано, что он задел ногой швейцарского игрока, что послужило толчком к последующей суматохе. Он получил годичный запрет от ФИФА на работу тренером.
В ноябре 2008 года он стал главным тренером «Антальяспора». Оздилек тренировал клуб до конца сезона 2012/13 и подал в отставку 28 мая 2013 года.
В октябре 2013 года он занял пост тренера «Генчлербирлиги», сменив Метина Диядина, и вывел клуб из зоны вылета. До конца сезона команда боролась за место в еврокубках и, наконец, финишировала на девятом месте в таблице. В конце сезона президент клуба Ильхан Кавкав пытался удержать Оздилека. Однако стороны не смогли договориться о планируемом составе на предстоящий сезон. Оздилек не был удовлетворён предложениями Кавкава и отказался от дальнейшей работы.
В сезоне 2014/15 он был представлен в качестве нового главного тренера клуба «Ризеспор». 8 декабря 2014 года Оздилек был уволен. Команда занимала 16-е место в таблице после 12-го тура.
Через месяц после ухода из «Ризеспора» Оздилек стал главным тренером «Кайсери Эрджиесспор». В «Кайсери» Оздилек тоже долго не задержался. 24 марта 2015 года он подал в отставку с поста главного тренера.
В начале сентября 2015 года он во второй раз за свою тренерскую карьеру возглавил «Генчлербирлиги». Он был уволен в середине декабря.
Поработав в «Коньяспоре» и «Эрзурумспоре», в октябре 2019 года Оздилек был представлен как преемник Юджеля Ильдиза в «Денизлиспоре». В феврале 2020 года стороны договорились расторгнуть контракт после того, как Оздилек не смог выиграть семь матчей подряд.